# Astragalus cuyanus
Astragalus cuyanus es una especie de planta del género Astragalus, de la familia de las leguminosas, orden Fabales.

## Distribución
Astragalus cuyanus se distribuye por Argentina (Mendoza y San Juan).

## Taxonomía
Fue descrita científicamente por E. Gómez-Sosa. Fue publicada en Darwiniana 24: 27 (1982).